# Habernis

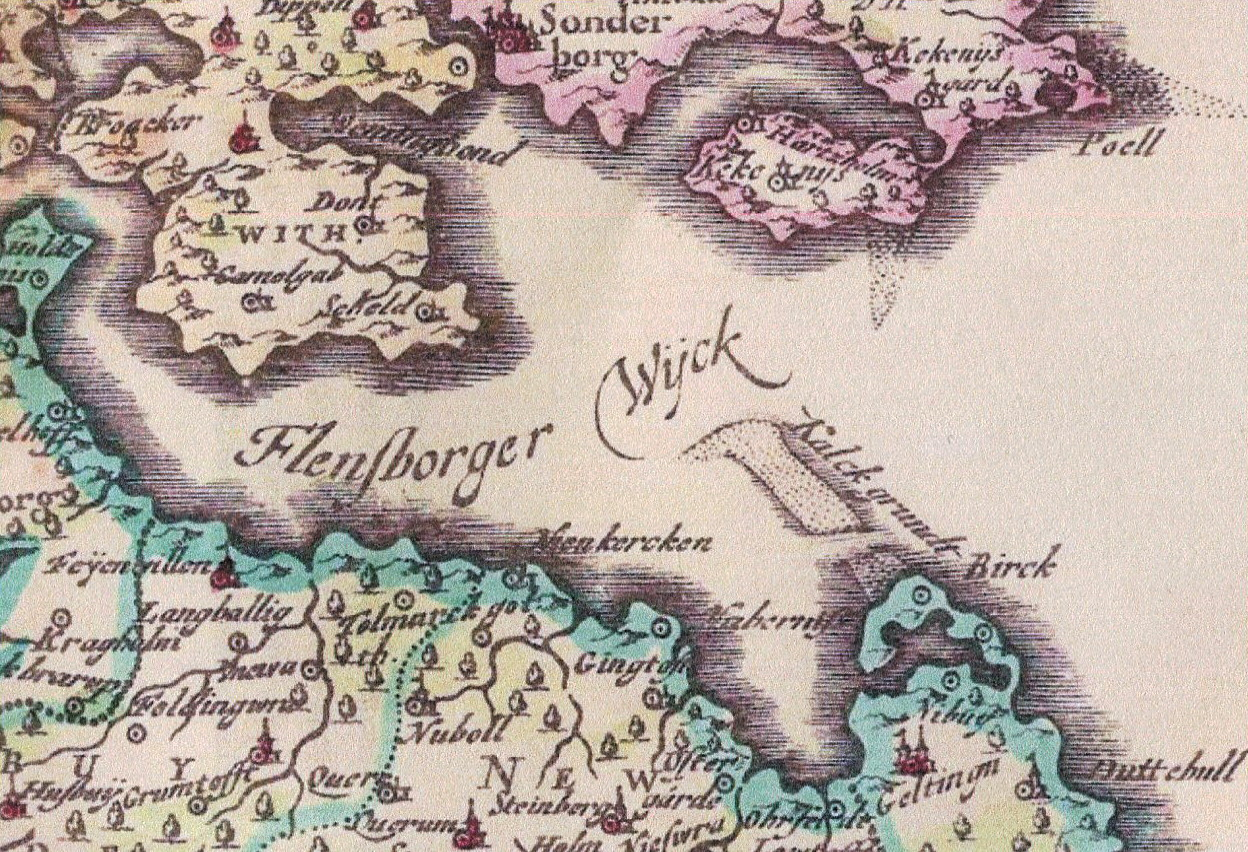
Holnis liegt am Eingang der Innenförde und Habernis liegt am Eingang der Außenförde. (Mejersche Landkarte von 1650)

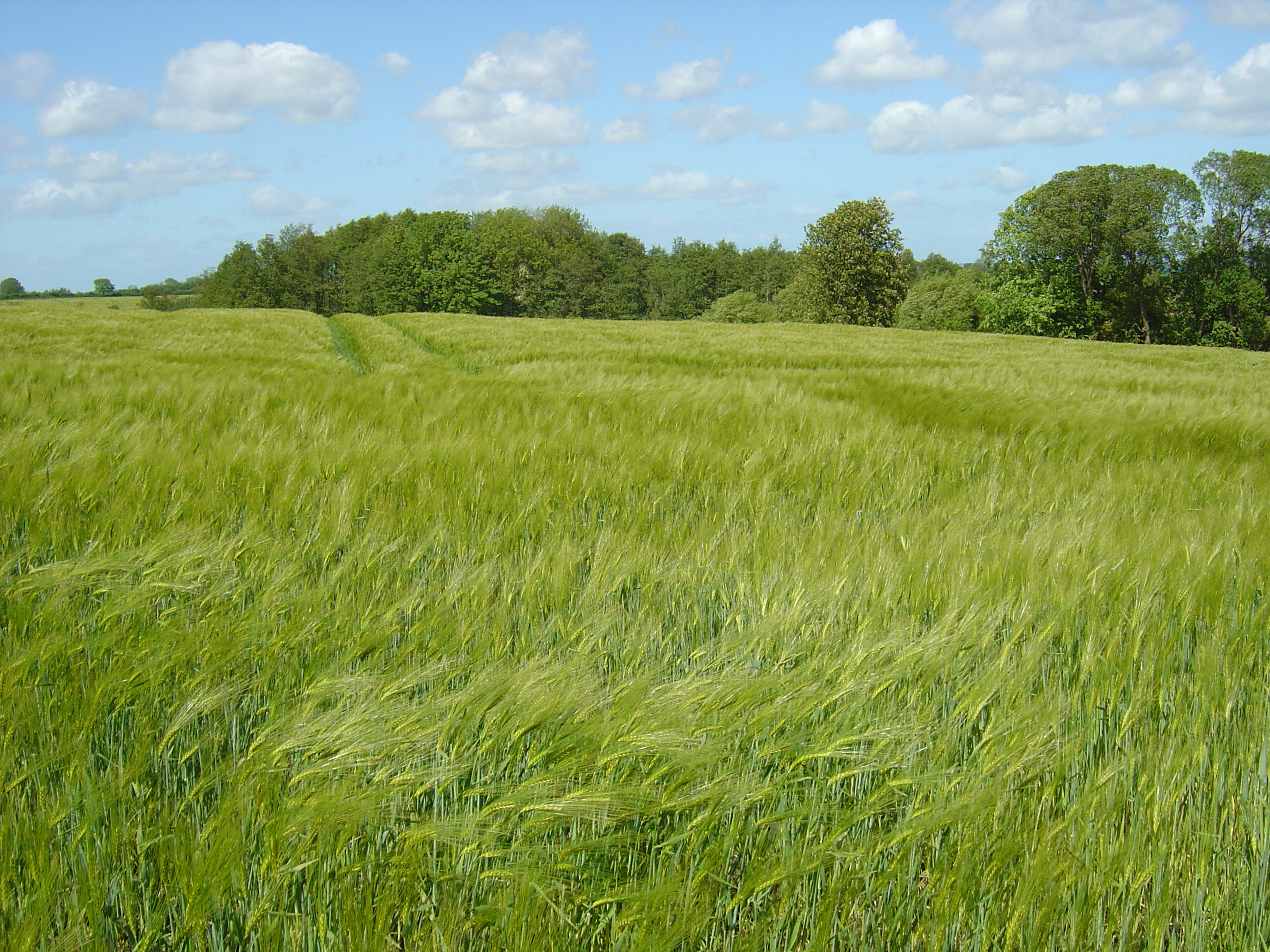
Landschaft von Habernis

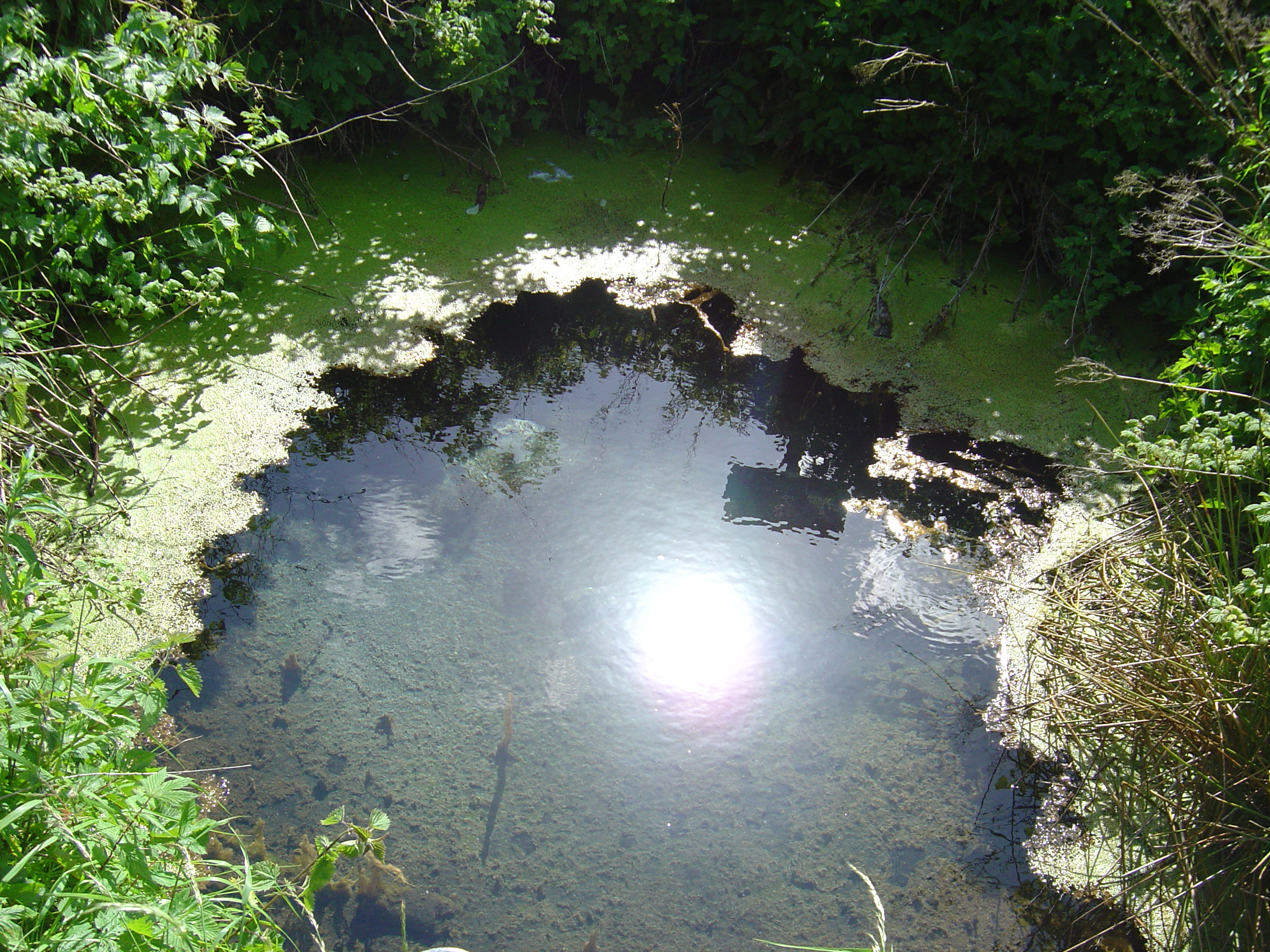
Wasserstelle im Habernisser Moor

Habernis (dänisch Havernæs) ist eine kleine Halbinsel mit einem gleichnamigen Dorf am südlichen Eingang der Flensburger Förde, das zu Steinberg gehört.

## Lage
Der drei Kilometer lange Habernisser Küstenabschnitt beginnt bei Neukirchen und führt bis nach Norgaardholz. Die Halbinsel liegt zum einen am Eingang der Außenförde und zum anderen am Rande der Geltinger Bucht, wo sich die  sogenannte Geltinger Birk befindet. Die Ostseesturmflut von 1872 verwandelte Habernis kurzzeitig zu einer Insel. Bei der Huk, einem Vorsprung an der Steilküste, existieren daher heutzutage zum Schutz Deiche.

## Namensherkunft
Die Benennung des Ortes Habernis begründet eine alte Sage mit Begebenheiten eines Grenzstreites vom Anfang des 16. Jahrhunderts. Bei Habernis stießen die Ländereien von Steinberg und Quern aneinander. Sowohl die Bewohner des Kirchspiels Steinberg als auch des Kirchspiels Quern ließen in der Waldgegend der Halbinsel ihr Vieh weiden, was zu häufigen Grenzstreitigkeiten führte. Eines Tages soll der Steinberger Hirte seinen Querner Berufskollegen Nis erschlagen haben, weshalb sich sodann die Bauern von Steinberg und Quern trafen, um den Streit zu beenden. Man vereinbarte, dass die Querner das Gebiet erhalten sollten und dabei fiel die Feststellung: „Das sollt ihr Haben für den Nis.“, woraus der Name „Habernis“ entstanden sei.
Anfang des 16. Jahrhunderts existierte tatsächlich ein Streit um die Kirchspielzugehörigkeit von Habernis. Im Jahr 1511 verzichteten schließlich die Steinberger auf Habernis, so dass danach Habernis zum Kirchspiel Quern gehörte. Das Wort „Nis“ kommt in der Gegend von Angeln mehrfach in Ortsnamen vor. Es bedeutet Nase beziehungsweise Landzunge. Nis ist zudem nicht nur der Name eines Menschen, sondern auch der Name eines Geschöpfes namens Nis, wie bei der Namenssage von Holnis. Vermutlich bedeutet der Name Habernis so viel wie „Landnase“ auf der „Hafer“ wächst, also wörtlich „Hafernase“. Tatsächlich war Habernis ursprünglich nur eine Wildnis, in der sich erst nach und nach Menschen ansiedelten. Mitte des 19. Jahrhunderts bestanden in Habernis 7 größere und 4 kleinere Landstellen, die sich im Besitz Adliger befanden. Eine dieser Parzellen gehört den adligen Ohrfeldern und die restlichen den adligen Norgaardern. Des Weiteren gehörte Habernis zu dieser Zeit zum Steinbergholzer Schuldistrikt. Im 20. Jahrhundert wurden Quern Teil der Gemeinde Steinbergkirche. Habernis gehört heute zur Gemeinde Steinberg. Zusammen sind Steinberg und Steinbergkirche heute Gemeinden des Amtes Geltinger Bucht. Habernis verblieb aber jenseits dieser Zugehörigkeiten in der Kirchengemeinde Quern-Neukirchen, die neben der Kirchengemeinde Steinberg weiterbesteht.

## Habernis heute
Habernis ist heute Teil des Landschaftsschutzgebietes Flensburger Förde. Das Habernisser Moor durchfließt die Habernisser Au. Im Randbereich von Habernis entspringt die artesische Quelle Wolsroi (Lage), ein Geotop des Kreises Schleswig-Flensburg. 600 Liter Wasser entspringen der Quelle pro Minute. Der Wanderweg Fördesteig, der vom Leuchtturm Falshöft bis nach Flensburg reicht, führt durch das besagte Moorgebiet. Die Habernisser Küste besteht nicht nur aus einem ein bis zehn Meter hohen Kliff sondern auch aus einem Naturstrand, der etwas steiniger als andere Strände ist. 2011 wurde von der Gemeinde zudem ein Strandabschnitt als „Habernisser Hundestrand“ ausgewiesen.
Das Dorf Habernis besteht aus nur wenigen verstreuten Häusern. Die Gegend von Habernis hat sich auf Touristen eingestellt. Der Ostseeküsten-Radweg führt entlang der Küstenabschnitts von Habernis. Bei Habernis existiert der Campingplatz Habernis mit 85 Stellplätzen. Außerdem gibt es mehrere Ferienwohnungen bei Habernis. Beim Campingplatz befindet sich der Imbiss-Kiosk. 2013 wurde auch ein Strandcafé bei Habernis eingerichtet. Auch eine Grillmöglichkeit wurde offenbar bei Habernis eingerichtet. Einmal im Jahr findet im Übrigen ein Oldtimer-Treffen rund um die Schleuse von Habernis statt.